# Kamenica, Loznica
Kamenica (izvirno srbsko Каменица) je naselje v Srbiji, ki upravno spada pod Mesto Loznica; slednje pa je del Mačvanskega upravnega okraja.

## Demografija
V naselju živi 137 polnoletnih prebivalcev, pri čemer je njihova povprečna starost 37,2 let (37,4 pri moških in 36,9 pri ženskah). Naselje ima 66 gospodinjstev, pri čemer je povprečno število članov na gospodinjstvo 2,86.
To naselje je popolnoma srbsko (glede na rezultate popisa iz leta 2002).
|  |

| Demografija | Demografija     | Demografija     |
| Leto        | Št. prebivalcev | Št. prebivalcev |
| ----------- | --------------- | --------------- |
|             |                 |                 |
|             |                 |                 |
|             |                 |                 |
|             |                 |                 |
| 1948        | 254             |                 |
| 1953        | 272             |                 |
| 1961        | 258             |                 |
| 1971        | 260             |                 |
| 1981        | 242             |                 |
| 1991        | 244             | 214             |
| 2002        | 232             | 189             |
|             |                 |                 |

| Etnična sestava po popisu iz leta 2002 | Etnična sestava po popisu iz leta 2002 | Etnična sestava po popisu iz leta 2002 | Etnična sestava po popisu iz leta 2002 | Etnična sestava po popisu iz leta 2002 |
| -------------------------------------- | -------------------------------------- | -------------------------------------- | -------------------------------------- | -------------------------------------- |
| Srbi                                   | Srbi                                   |                                        | 189                                    | 100,0%                                 |
| Neznano                                | Neznano                                |                                        | 0                                      | 0,0%                                   |